# Верховое (Харьковская область)
Верховое (укр. Верхове, до 2016 г. — Жовтневое) — село,
Надеждинский сельский совет,
Лозовский район,
Харьковская область, Украина.
Код КОАТУУ — 6320684504. Население по переписи 2001 г. составляет 22 (10/12 м/ж) человека.

## Географическое положение
Село Верховое находится в 5 км от пгт Близнюки, в 2 км протекает река Бритай.

## История
- 1920 — дата основания.